# Mugurel Dedu
Alexandru Mugurel Dedu (sinh ngày 1 tháng 3 năm 1985) là một cầu thủ bóng đá người România thi đấu ở vị trí tiền vệ cho Afumați.